# Saint-Michel-de-Lanès
Saint-Michel-de-Lanès ist eine französische Gemeinde mit 487 Einwohnern (Stand: 1. Januar 2022) im Département Aude in der Region Okzitanien (vor 2016 Languedoc-Roussillon). Sie gehört zum Arrondissement Carcassonne, zum Kanton La Piège au Razès und zum Gemeindeverband Castelnaudary Lauragais Audois. Die Einwohner werden Saint-Michelais genannt.

## Geografie
Saint-Michel-de-Lanès liegt etwa 42 Kilometer westnordwestlich von Carcassonne in der Landschaft Lauragais an der Grenze zum Département Haute-Garonne am Hers-Mort, in den hier das Flüsschen Ganguise einmündet. Die Nachbargemeinden von Saint-Michel-de-Lanès sind Beauteville im Nordwesten und Norden, Avignonet-Lauragais im Norden, Gourvieille im Nordosten, Belflou im Osten, Salles-sur-l’Hers im Südosten und Süden, Marquein im Südwesten, Caignac im Westen sowie Lagarde im Nordwesten.

## Bevölkerungsentwicklung
| Jahr                       | 1962 | 1968 | 1975 | 1982 | 1990 | 1999 | 2006 | 2013 | 2019 |
| Einwohner                  | 344  | 302  | 250  | 228  | 232  | 283  | 329  | 410  | 475  |
| Quellen: Cassini und INSEE |      |      |      |      |      |      |      |      |      |

## Sehenswürdigkeiten
- Kirche Saint-Michel
- Burg (12. Jahrhundert) und Schloss Saint-Michel aus dem 18. Jahrhundert

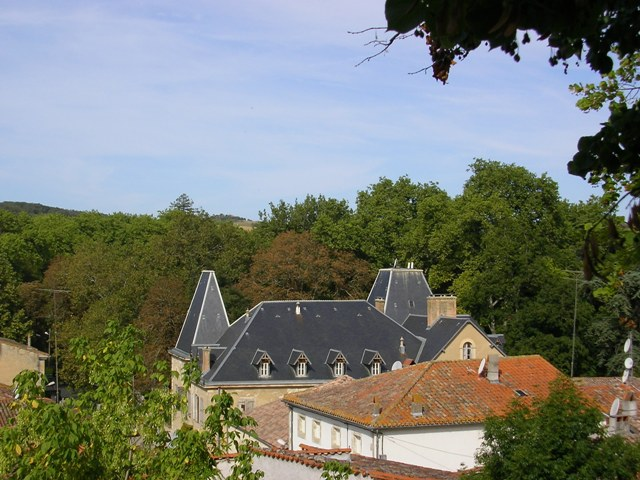
Blick auf das Schloss
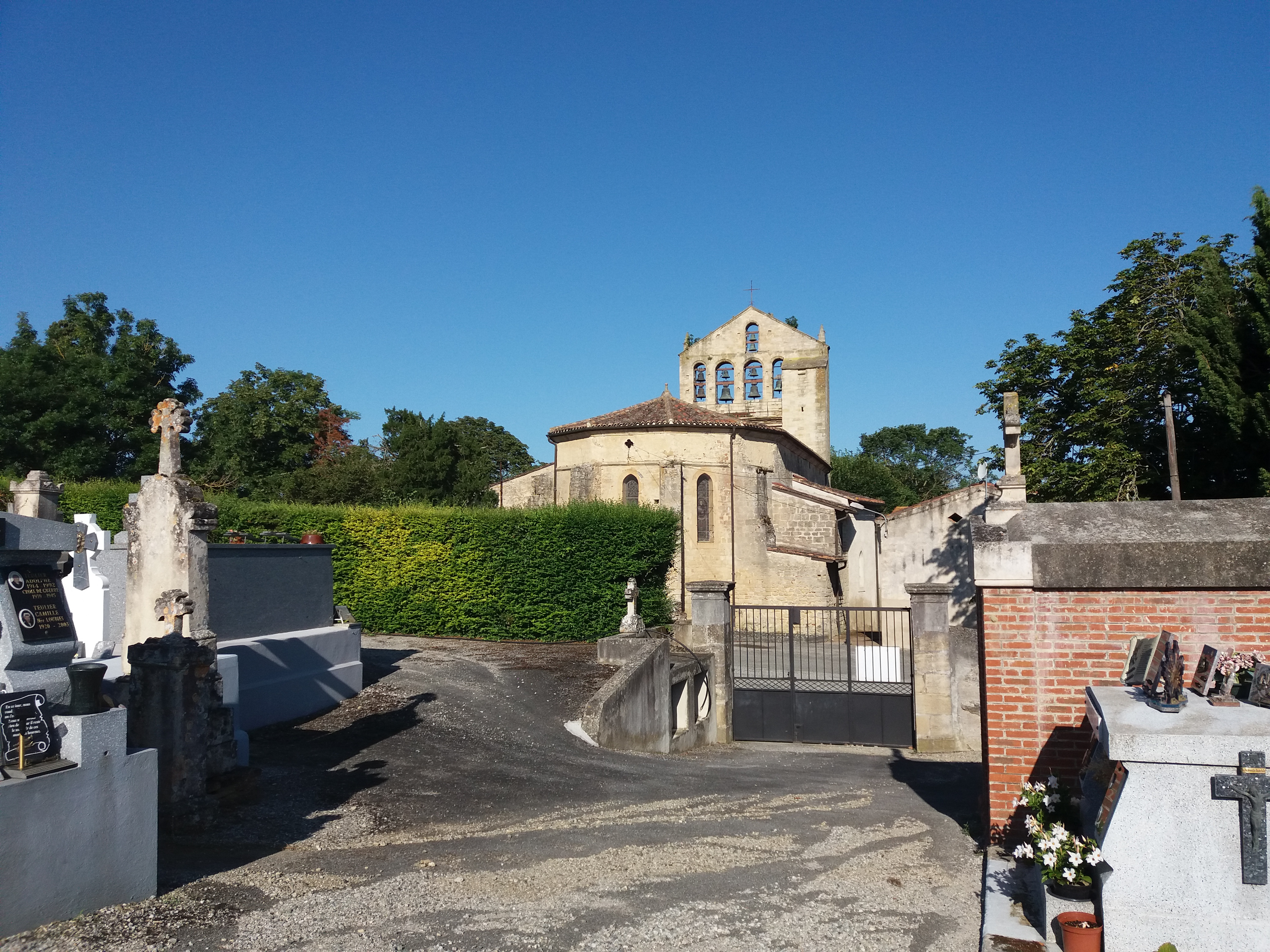
Kirche Saint-Michel